# Igor Pita
Carlos Igor Silveira Pita (Camacha, 31 maggio 1989) è un ex calciatore portoghese, di ruolo difensore.

## Carriera
Ha giocato nella massima serie dei campionati portoghese e cipriota.